# Werbepostkarte

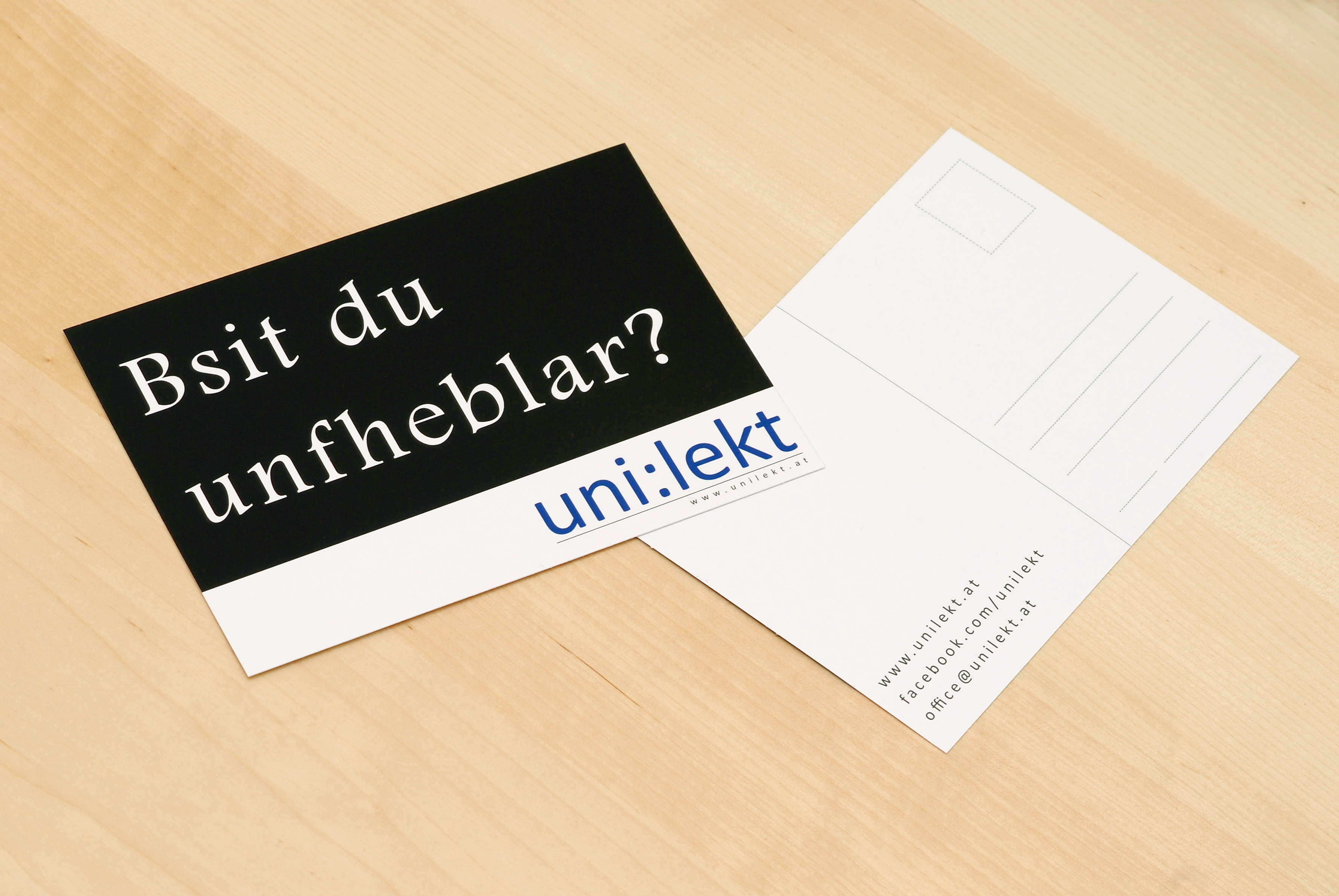
Werbepostkarte in Form einer Freecard eines österreichischen Lektorats für Hochschularbeiten

Werbepostkarten sind gedruckte Postkarten, meist Ansichtskarten, die für Werbezwecke verwendet werden. Neben dem reinen Werbezweck sind sie gleichzeitig Sammlerstücke der Wirtschafts- und Kulturgeschichte.
Oft gibt es denselben Entwurf sowohl als Postkarte wie auch als Plakat, wobei nicht immer das Plakat der Ursprung sein muss. Sogenannte Bildpostkarten sind eine eigenständige Kartenart, die Werbung für den Tourismus machen sollen.

## Als Direktwerbung
In der Direktwerbung werden die Karten als Postkarten-Mailing direkt an die Zielpersonen versendet. Sie haben den Vorteil, dass sie nicht erst, wie Briefe, vom potenziellen Kunden geöffnet werden müssen. Ein Nachteil ist die begrenzte Werbefläche.

## Unversandte Karten

Werbepostkarte – „Hier geht alles baden“.

Unversandte Karten sind zum Mitnehmen oder zum Mitgeben gedacht, um für eine Marke, eine Sache oder ein Produkt zu werben. Heute gibt es sie auch als sogenannte Freecards, die an öffentlichen Orten, häufig in der Gastronomie oder Kinos, kostenlos zum Mitnehmen angeboten werden. Dabei werden Werbekarten gezielt zusammen mit werbefreien Karten angeboten, um die Aufmerksamkeit der Zielgruppe zu erwecken. Hauptzielgruppe für Freecards sind Personen im Alter von etwa 18 bis 35 Jahren.

## Sammeln
Werbekarten gibt es schon seit langem, und es gibt Sammler, die sich darauf spezialisiert haben. Über die Jahrzehnte hat sich der Stil der Karten verändert. Gesammelt werden oft nur bestimmte Marken (z. B. Automarken), Produktgruppen (z. B. Alkoholika- oder Kekswerbung), Themen (z. B. Umweltschutz) oder Karten, die von bestimmten Künstlern (z. B. Ludwig Hohlwein oder A. M. Cassandre) stammen.